# Punto pedale
In geometria, un punto pedale è un punto del triangolo in cui si incontrano tre rette perpendicolari ai lati.
In realtà qualsiasi punto del piano è un punto pedale poiché per ciascun punto passano una infinità di rette, ivi comprese le tre che possono intersecare perpendicolarmente il lato, o il suo prolungamento; quindi parlare di un punto pedale, assume un maggior senso se si intende un punto per il quale si realizzino contemporaneamente due proprietà:
- l'essere il punto di concorrenza di tre perpendicolari ai lati del triangolo,
- che tali tre perpendicolari abbiano una determinata caratteristica che permetta di distinguerla dalle altre, come l'essere originata da un certo punto particolare.

Così è corretto, per esempio, parlare di punto pedale per l'incentro, che  è equidistante da ogni lato, o per il circumcentro che è il punto d'incontro degli assi di simmetria dei lati